# Earth Angel (película)
Earth Angel (conocida en España como Ángel terrenal) es una película de comedia y fantasía de 1991, dirigida por Joe Napolitano, escrita por Nina Shengold, musicalizada por Kevin Klingler, en la fotografía estuvo Stanley Taylor y los protagonistas son Cindy Williams, Cathy Podewell y Rainbow Harvest, entre otros. El filme fue realizado por Leonard Hill Films, se estrenó el 4 de marzo de 1991.

## Sinopsis
Una reina del baile fallece en 1962, la única manera de ingresar al cielo es volviendo a la tierra en 1991, para darles una mano a los amigos de la adolescencia.